# 練習曲作品25第12號 (蕭邦)

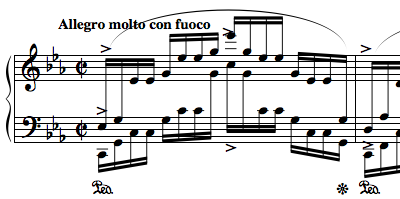
此曲之開頭

練習曲作品25第12號是蕭邦的一首練習曲作品，為C小調，2/2拍，火熱的甚快板（Allegro molto con fuoco）。在最初的法國版本中標示了4/4拍，而之後的版本皆採用現在的拍子。

## 結構
此曲大多為急速遞升和遞降的十六分音分解和弦，音域廣闊，後來旋律以不同調性出現，最後以C大調和弦作結。此外，此曲開首和巴哈的平均律键盘曲集中第一卷第二首前奏曲開首的和弦結構有相似之處。

## 改编作品
- 戈多夫斯基的升C小調鋼琴左手改編曲

## 外部連結
- Chopin: the poet of the piano上的肖邦練習曲分析 （页面存档备份，存于）（英文）
- 練習曲作品25：国际乐谱典藏计划上的乐谱